# American Journal of Archaeology
L'American Journal of Archaeology (abbreviazione AJA) è una rivista accademica statunitense dedicata all'archeologia, pubblicata dall'Archaeological Institute of America.

## Storia editoriale
La rivista venne fondata nel 1885 con il titolo di American Journal of Archaeology and the History of the Fine Arts da Arthur Frothingham, che la diresse fino al 1896, e da Allan Marquand, entrambi professori all'università di Princeton. Cambiò definitivamente nome nell'attuale nel 1897.
La rivista si occupa di arte e archeologia dell'Europa e del Mediterraneo (compreso il Vicino Oriente e l'Egitto) dalla preistoria alla tarda antichità. Oltre agli articoli, pubblica recensioni di pubblicazioni e di mostre e necrologi.
Viene pubblicato ogni anno in quattro fascicoli, che escono a gennaio, ad aprile, a luglio e a ottobre, sia in edizione cartacea (ISSN 0002-9114) che in edizione digitale su JSTOR (E-ISSN 1939-828X).
Alcuni contenuti sono in open access. Tutti gli articoli pubblicati sono disponibili online dal primo volume pubblicato nel 1885.
Negli anni 1940 pubblicò gli articoli di Michael Ventris, di Alice Kober e di Emmet Bennett, che contribuirono alla decifrazione della scrittura lineare B.